# Лубянка (Михайловский район)
Лубянка — деревня в Михайловском районе Рязанской области России.

## Топоним
Первоначальные название селения — Исканские Выселки, Исканцы или Исканцы дано переселенцами из Исканской Слободы. 
Название селения Бондаревка, вероятно произошло от фамилии хозяев первых выселившихся дворов.
Современное название дано по реке. Гидроним Лубянка неоднократно встречается в бассейне р. Оки. Такое имя получала река, по берегам которой росли липы, дававшие луб. Для получения мочала этот луб обычно замачивали в той же реке.
Название говорит о наличии в прошлом в этом месте деревьев определённой породы.

## География
Деревня находится на левом берегу р. Проня при р. Лубянке, в 5 км к западу от с. Ижеславль, в 23 км к востоку от г. Михайлова.

## История
Деревня основана в XVIII в. переселенцами из Исканской Слободы г. Михайлова.
Деревня до 1830 года была приписана к Спасопреображенской церкви г. Михайлове, после к Христорождественскому храму с. Ижеславль.

### Административно-территориальная принадлежность
До 1924 года село входило в состав Ижеславльской волости Михайловского уезда Рязанской губернии.
До 2004 года деревня входила в состав Ижеславльского сельского округа.

## Население
| 1929 | 2010 |
| ---- | ---- |
| 922  | ↘0   |

## Лубянское городище
- Лубянское городище — памятник культуры XI—XIII вв. Находится на левом берегу реки Прони, в развилке рек Жраки и Лубянки[8].